# Bushmaster II

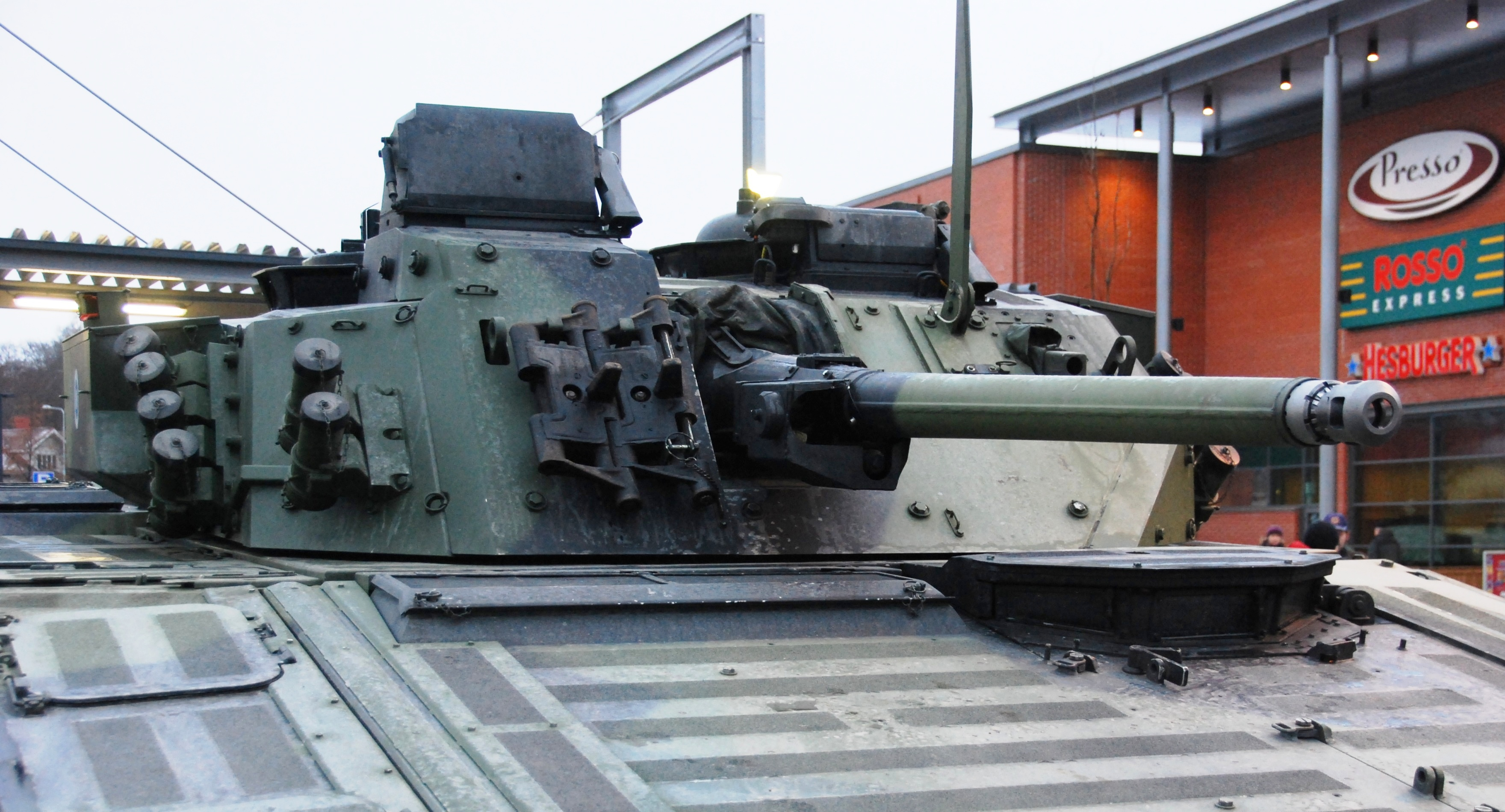
Bushmaster-II-Maschinenkanone auf finnischem CV 90

Die Mk44 Bushmaster II ist ein Abkömmling der einläufigen M242-Bushmaster-Chain-Gun-Maschinenkanone.
Die Mk 44 besitzt 70 % der Teile der M242. Der Hauptunterschied ist das Kaliber, welches von 25 mm auf 30 mm erhöht wurde. Das Innere des Rohres ist zur Erhöhung der Lebensdauer chrombeschichtet. Eine interessante Eigenschaft der Waffe ist die Möglichkeit, sie durch den Austausch von wenigen Komponenten für die Benutzung eines anderen Kalibers umzurüsten. Dadurch können mit ihr auch die 30 × 170-mm-RARDEN-Patrone sowie die Super-40-Patrone verschossen werden. Bei der Super 40 handelt es sich um eine Patrone mit denselben Außenabmessungen wie die etablierte 30 × 173-mm-Munition, wobei das Geschoss und der Hülsenhals auf 40 mm vergrößert wurden.

## Technische Daten
- Typ: einläufige Chain Gun
- Hersteller: ATK
- Kaliber: 30 mm NATO

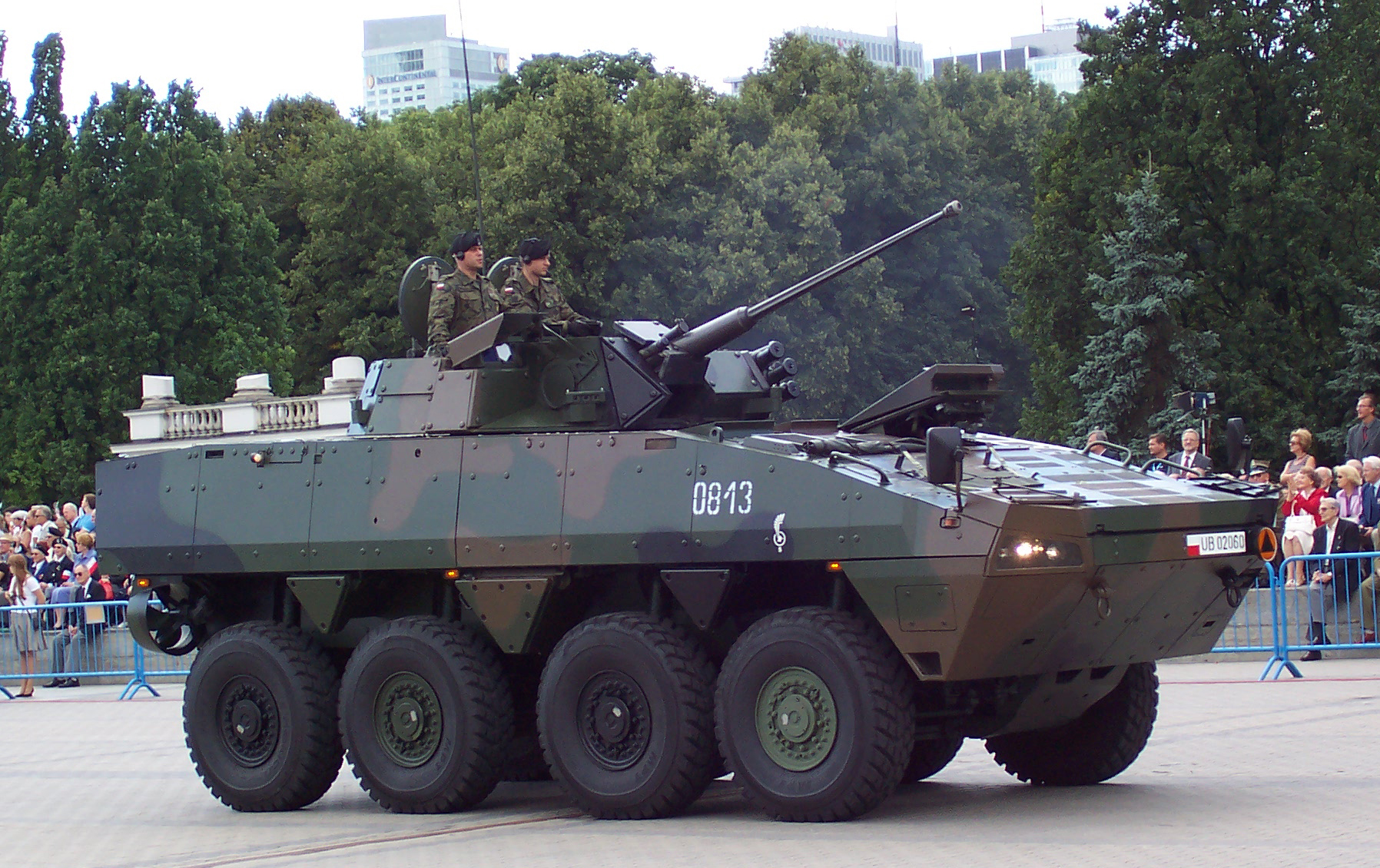
ATK Mk44 auf polnischem KTO Rosomak

- Funktion: fremdangetriebene Chain Gun
- Gesamtlänge: 3,405 m
- Gewicht: 154,6 kg
- Kadenz: Halbautomat oder 250 Schuss pro Minute
- Effektive Reichweite: 3000 Meter
- Mündungsgeschwindigkeit: 1405 m/s

## Einsatz
Die Waffe ist Standardausrüstung des CV 90 der finnischen, norwegischen und schweizerischen Streitkräfte sowie des polnischen KTO Rosomak. Des Weiteren wird die Mk 44 im singapurischen Schützenpanzer Bionix als Alternative zur M242 als Kampfwagenkanone eingesetzt. 2007 wurden die 25-mm- und 40-mm-Kanonen in Lockheed-AC-130U-Gunships der US Air Force kurzzeitig durch Mk 44 ersetzt, was aber wenig später aufgrund der höheren Komplexität innerhalb der AC-130U Flotte und dem damit verbundenen Mehraufwand in der Wartung rückgängig gemacht wurde. In beiden darauffolgenden Varianten der AC-130 (W und J Modell) wurde die Mk 44 in Form einer von der U.S. Air Force als GAU-23/A bezeichneten Version als Teil der Standardbewaffnung eingerüstet. Auch sollte die Waffe als Bordkanone in die Expeditionary Fighting Vehicles des United States Marine Corps eingebaut werden.

## Mk 46 (GWS)

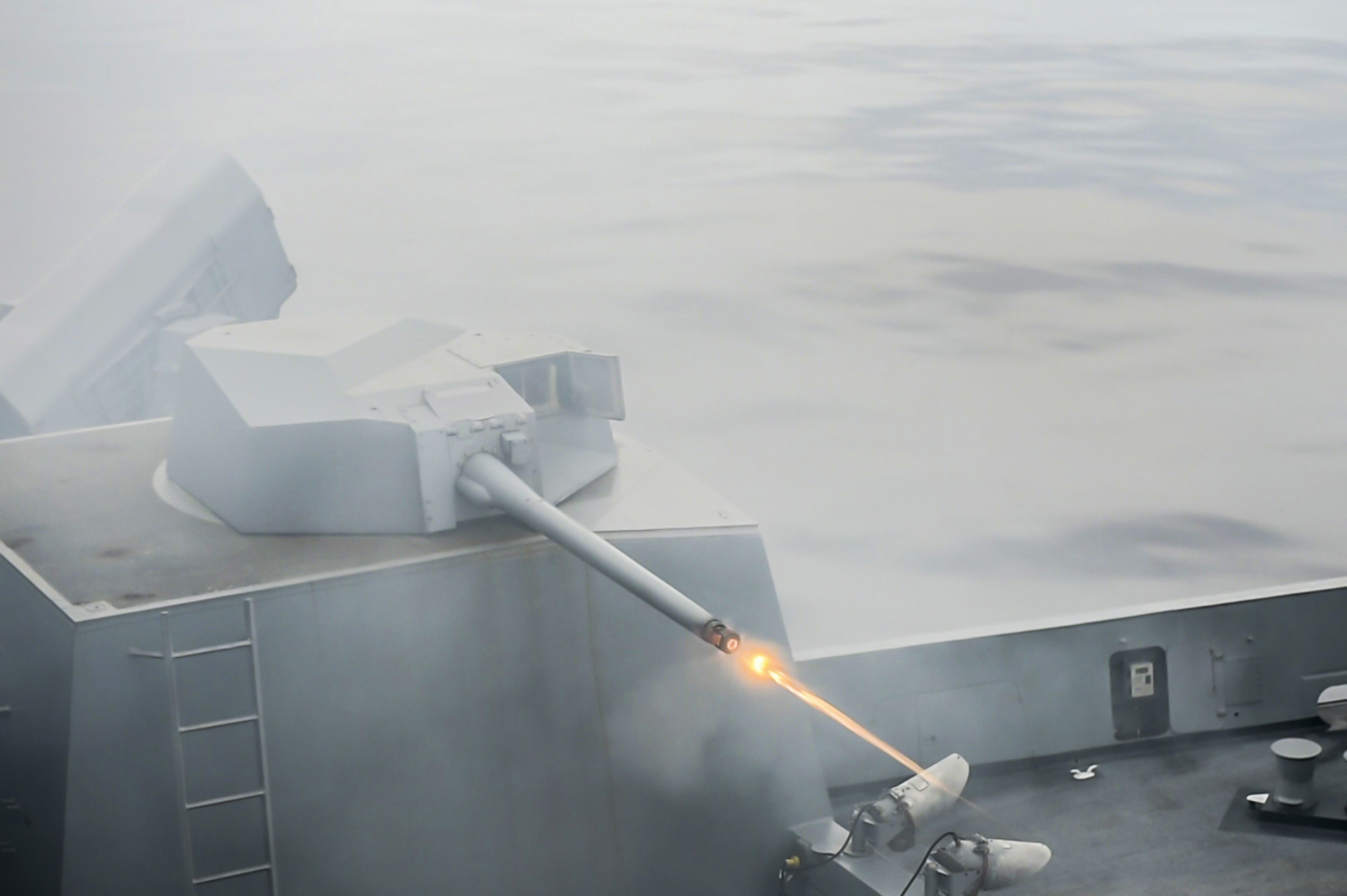
Mk 46 Mod 2 GWS an Bord des amphibischen Transportschiffs Green Bay der San-Antonio-Klasse (2016)

Unter der Bezeichnung Mk 46 Gun Weapon System (GWS) setzt die United States Navy die Waffe als Schiffsgeschütz auf den Einheiten der San-Antonio-Klasse und Zumwalt-Klasse ein. In der Marineversion wird die Mk 46 aus zwei seitlich angebrachten Magazinen mit je 200 Patronen versorgt und hat eine Feuergeschwindigkeit von 200 Schuss pro Minute. Ein vorwärtsgerichteter Infrarotsensor, eine Nachtsichtkamera und ein Laser-Entfernungsmesser liefern Eingaben für ein vollautomatisches Trackingsystem.
Die US-Marine gab am 5. Juni 2019 bekannt, dass sie General Dynamics Land Systems einen Auftrag über 25,5 Millionen US-Dollar für sechs Mk 46 Mod 2 Gun Weapon Systems (GWS) erteilt hat. Diese sind für die Programme Littoral Combat Ship (LCS) und Landing Platform Dock (LPD) vorgesehen. Zwei der Mk 46 (GWS) sind für das LCS Surface Warfare Mission-Modul und für das LPD-Programm vorgesehen, wobei zwei dem LPD-29 und zwei dem LPD-30 zugewiesen sind. Die Arbeiten sollen bis September 2021 abgeschlossen sein.